# Сабрата
Сабрата (лат. Sabratha, др.-греч. Σάβραθα, араб. صبراتة‎), также Абротон (др.-греч. Άβρότονον, лат. Abrotonum), — древний город на берегу средиземноморского залива Большой Сирт (ныне муниципалитет Эз-Завия, Ливия). Самый западный из «трёх городов», входивших в союз Триполис — наряду с Лептис-Магна и Эа (ныне Триполи).
В 1982 ЮНЕСКО причислило Сабрату к объектам Всемирного культурного наследия.

## История
В VII—VI вв. до н. э. на месте бывшего ливийско-берберского поселения финикийцы из Тира основали временную торговую факторию, по-видимому, дав ей местное название «Sbrt’n» (Sbrtn). Фактория, обладавшая естественным портом, участвовала в Транссахарской торговле с внутренними районами Африки. В V в. до н. э. город попал под власть Карфагена, а после его разрушения в 146 г. до н. э. — в зону влияния Рима.
Во II—I вв. до н. э. Сабрата входила в состав Нумидиийского царства. После казни в Риме нумидийского царя Югурты в 106 г. до н. э. Сабрата оставалась в сфере римского влияния, хотя и управлялась местными вождями. После гражданской войны в Риме и поражения республиканцев (46 г. до н. э.) город ненадолго вошел в состав римской провинции Новая Африка (лат. Africa Nova), затем став частью Нумидии, а в 27 г. до н. э. вернулся в состав римской провинции Африка.

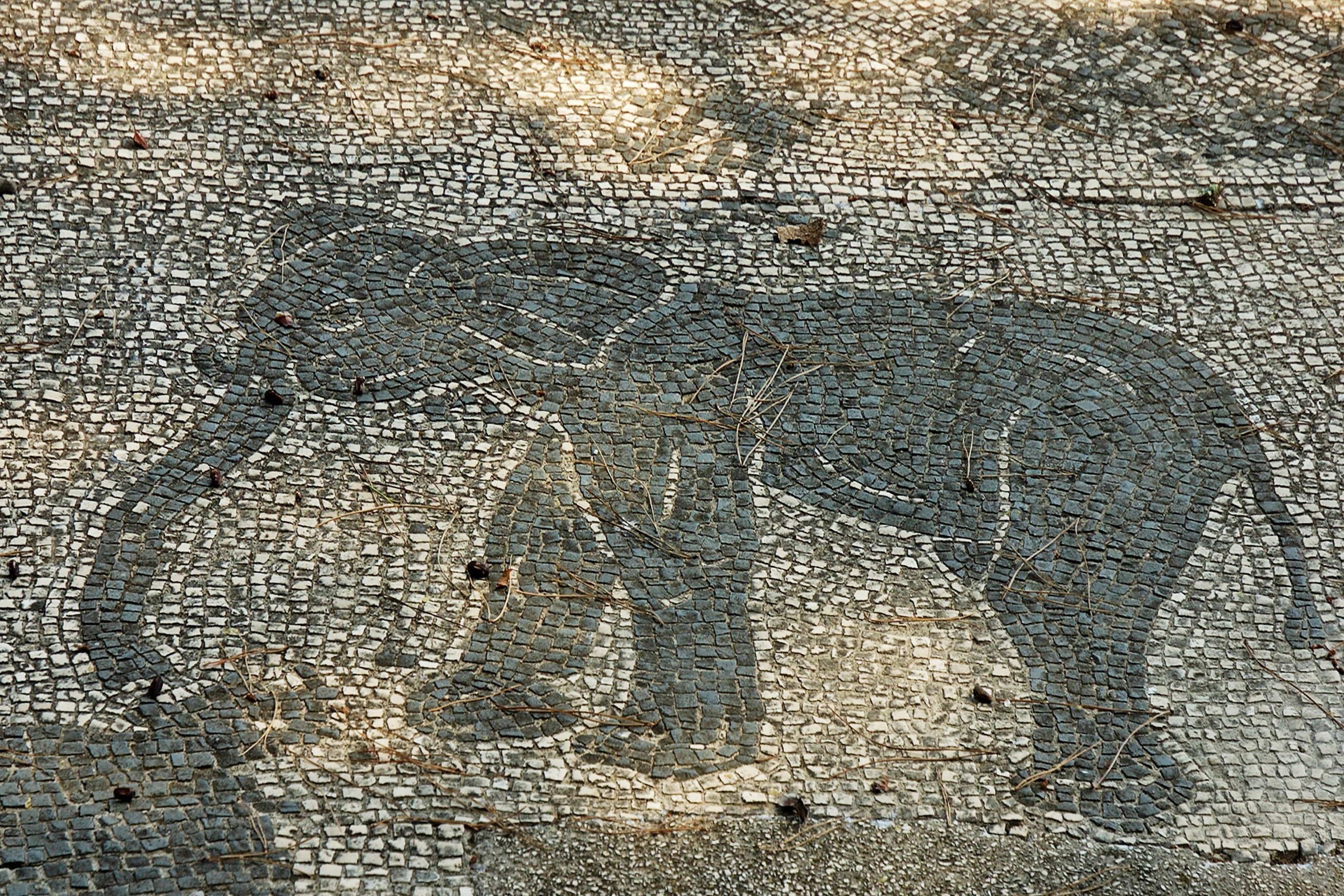
Мозаичное изображение слона на полу конторы сабратийских купцов в Остии

С I в. началась постепенная романизация и ко II веку город приобрел характерную планировку и институты, присущие провинциальному римскому городу: капитолий, форум, курия. Периодом правления императора Адриана датируется установленная в начале 138 г. на форуме Цезаря посвятительная надпись в честь Божественной Сабины Августы от имени жителей Сабраты, которая, возможно, отмечает получение городом статуса римской колонии. Во II в. город превратился в экономический и культурный центр региона, а его население достигало 20 тыс. человек. Сабратские купцы вывозили в Рим слоновую кость, рабов, пшеницу. Известно, что сразу за театром римской Остии — главного порта Рима, куда стекались товары со всех концов империи, был расположен торговый форум (итал. Piazzale delle Corporazioni), где находились конторы купцов из Африки. В помещениях, украшенных черно-белыми мозаичными полами с изображениями кораблей, дельфинов, мер весов, рядом с изображением слона — символа торговли слоновой костью и главного источника богатств — найдены надписи сабратийских владельцев кораблей: navicularii Sabratenses. Выходцы из Сабраты вливались в римскую знать. Известен римский всадник Статилий Капелла (лат. Statilius Capella), любовница которого Флавия Домицилла стала в 38 г. женой императора Веспасиана.
Около 200 г., при императоре Септимии Севере, родившемся в соседнем городе Лептис Магна, в Сабрате были воздвигнуты величественные общественные здания из дорогого мрамора.
В середине IV веке эпоха былого процветания закончилась. Сабрата, наряду с другими городами Северной Африки, неоднократно страдала от природных катастроф и нашествий диких племен. В 365 г. произошло землетрясение, сопровождавшееся цунами. На город неоднократно нападали дикие берберские племена гетулов (лат. Gaetuli) и австорианов (лат. Austoriani). В 363—365 гг. последние разорили окрестности триполийских городов Лептис Магны и Сабраты при попустительстве Романа, назначенного комитом Африки. Не исключено, что Сабрата была взята штурмом и сожжена. В последующие годы камни и плиты с надписями из разрушенных построек были использованы для ремонта общественных зданий форума и курии. Наконец, в 439 г. племена вандалов Гейзериха прокатились по всей Северной Африке. Они разрушили городские стены Сабраты, оставив жителей беззащитными перед нашествиями берберов. V—VI века стали временем постепенного угасания Сабраты несмотря даже на то, что при Юстиниане I в 533—534 гг. вандалы были разбиты, а город частично восстановлен. Половина Сабраты была обнесена стеной, а в припортовой части возведена новая базилика. Спустя столетие, после арабского завоевания Северной Африки VII в., когда центр политической и экономической жизни сместился в Триполи, Сабрата окончательно захирела. Приблизительно до XIV в. ряд поздних арабских историков (Мухаммад аль-Идриси в XII в., Ибн Хальдун в XIV в.) всё ещё упоминали крепость под названием Сабра, но жизнь на поселении замерла, вероятно, уже в VIII веке.
В начале 1969 г. группа The Beatles рассматривала Сабрату в качестве возможного места для своего концертного выступления. Концерт предполагалось дать на руинах античного театра. Однако затем эти планы были отменены.

## Достопримечательности
В Сабрате сохранился римский театр, храмы Сераписа и Исиды. Представляет интерес христианская базилика времён императора Юстиниана и мозаичные полы в домах аристократов — жителей Сабраты.

Панорама археологической зоны в Сабрате

## Фотогалерея

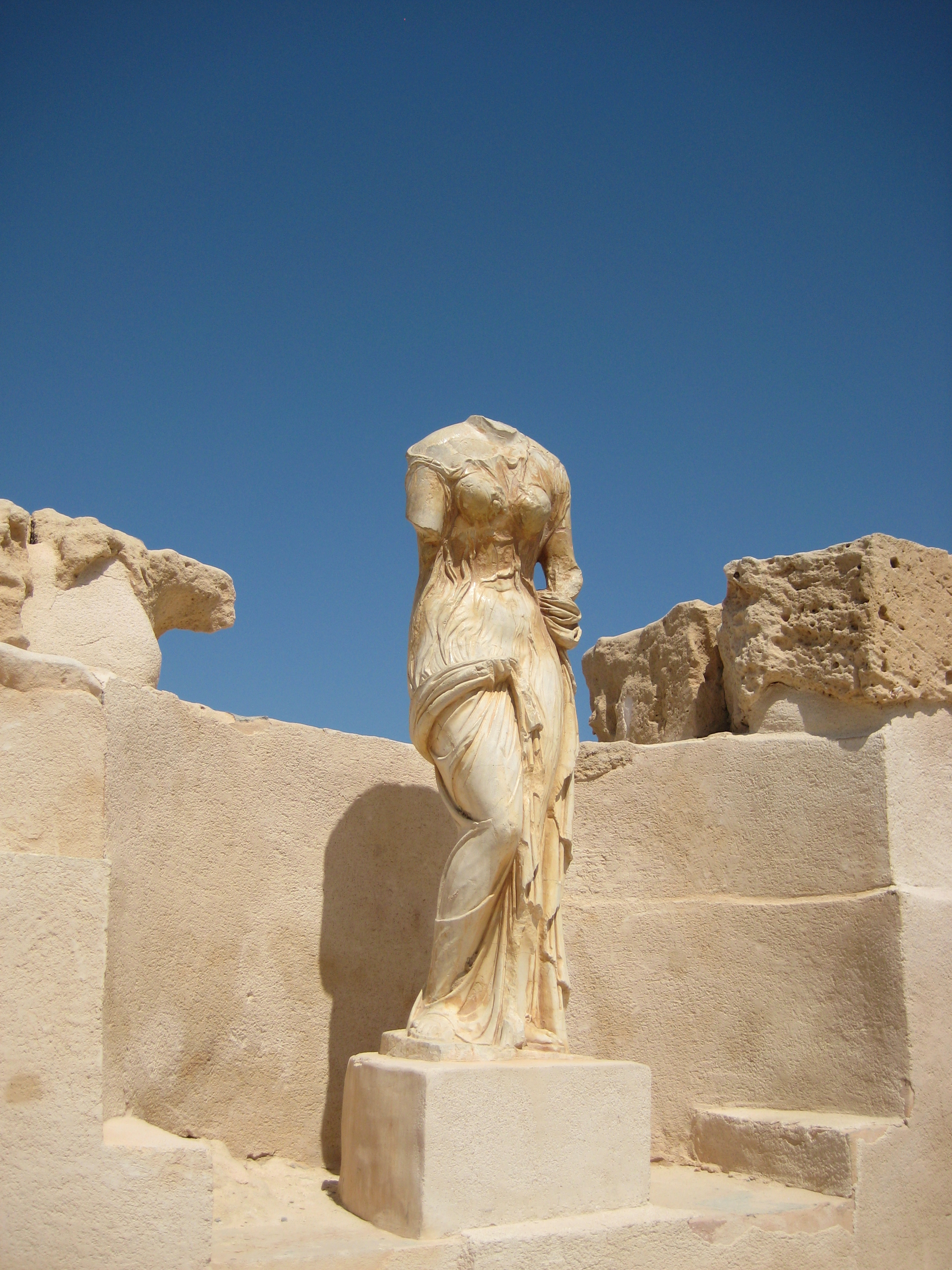
Нимфеум
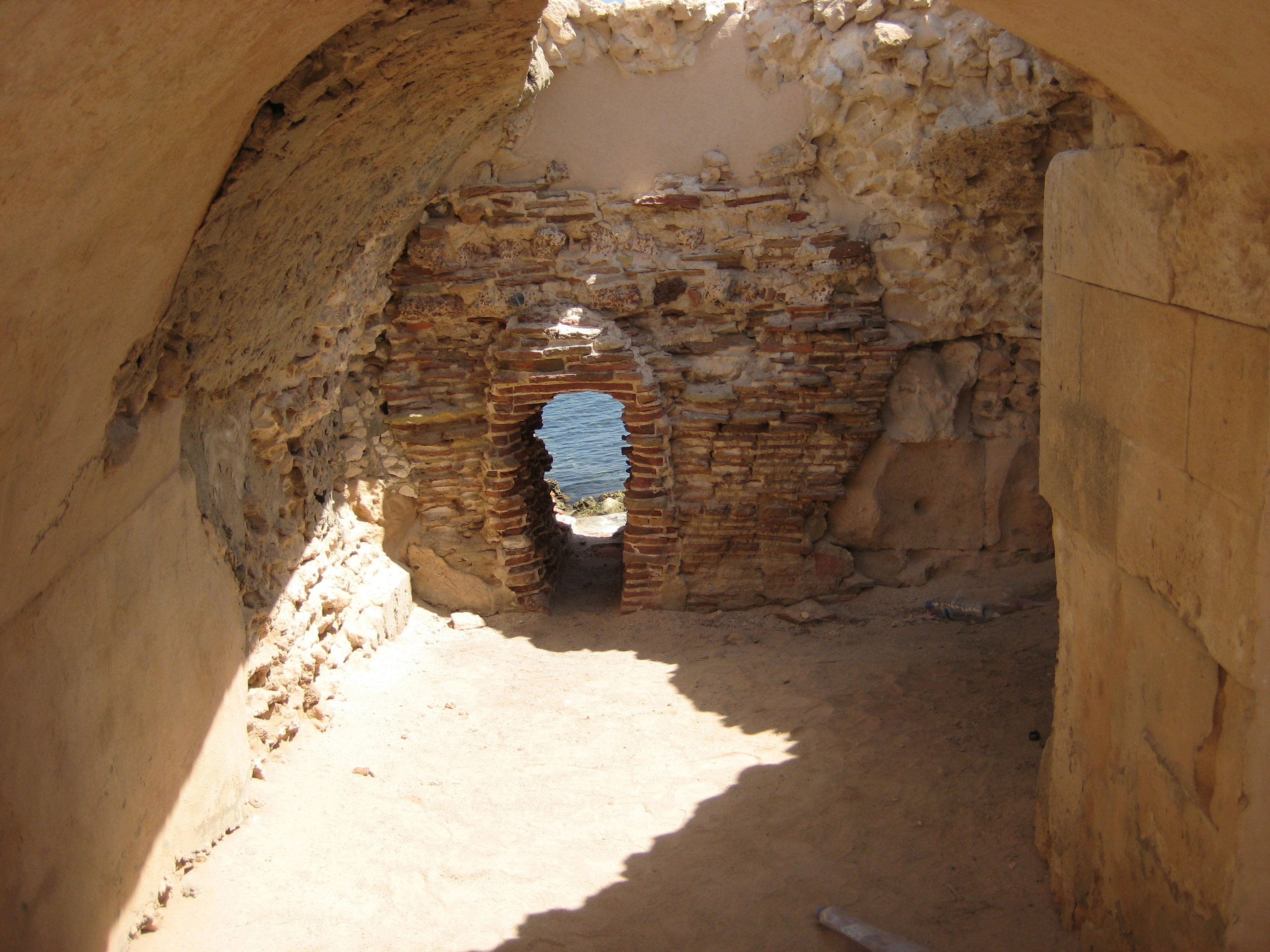
Термы у моря
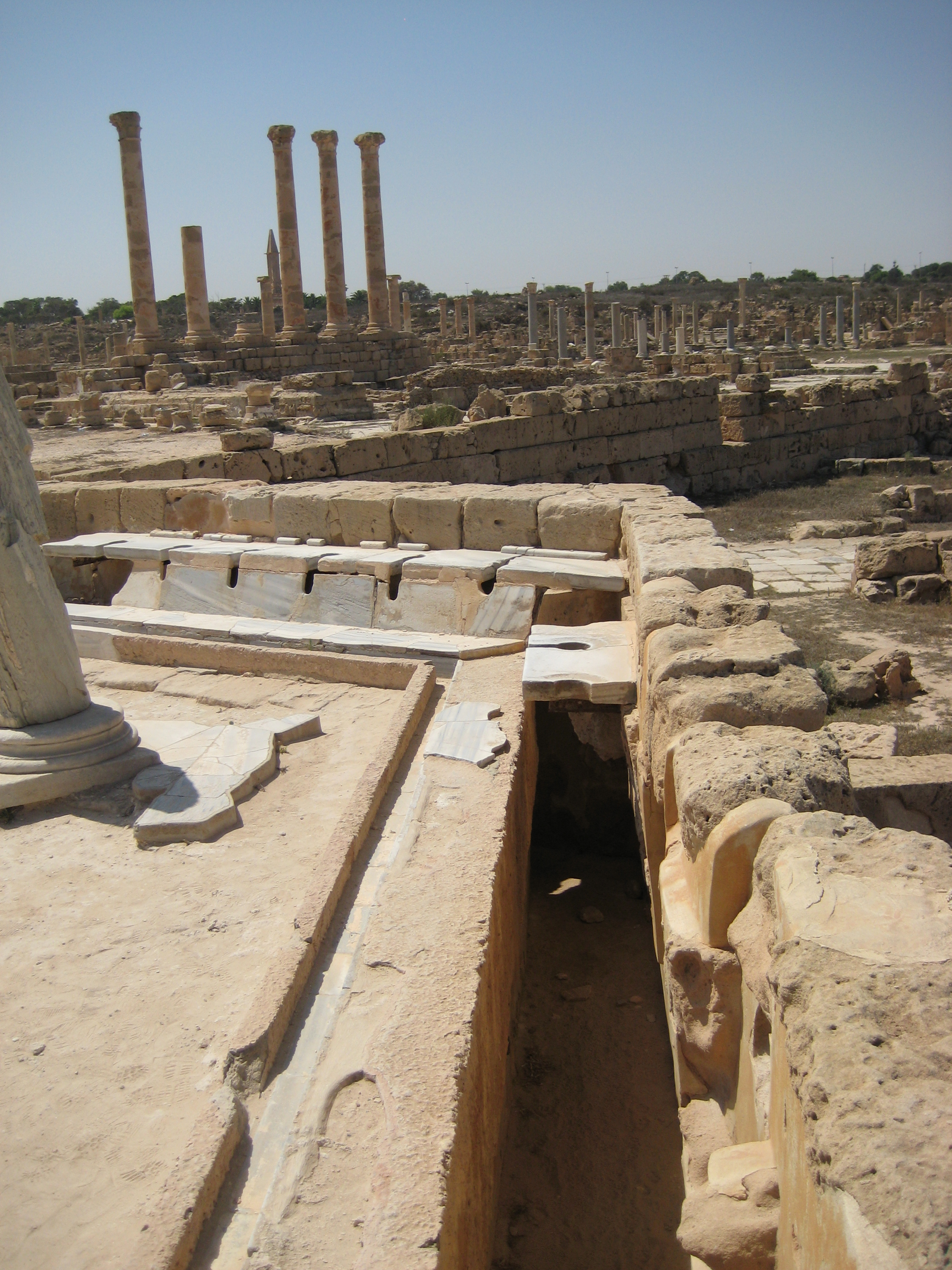
Общественная уборная (Латрина)
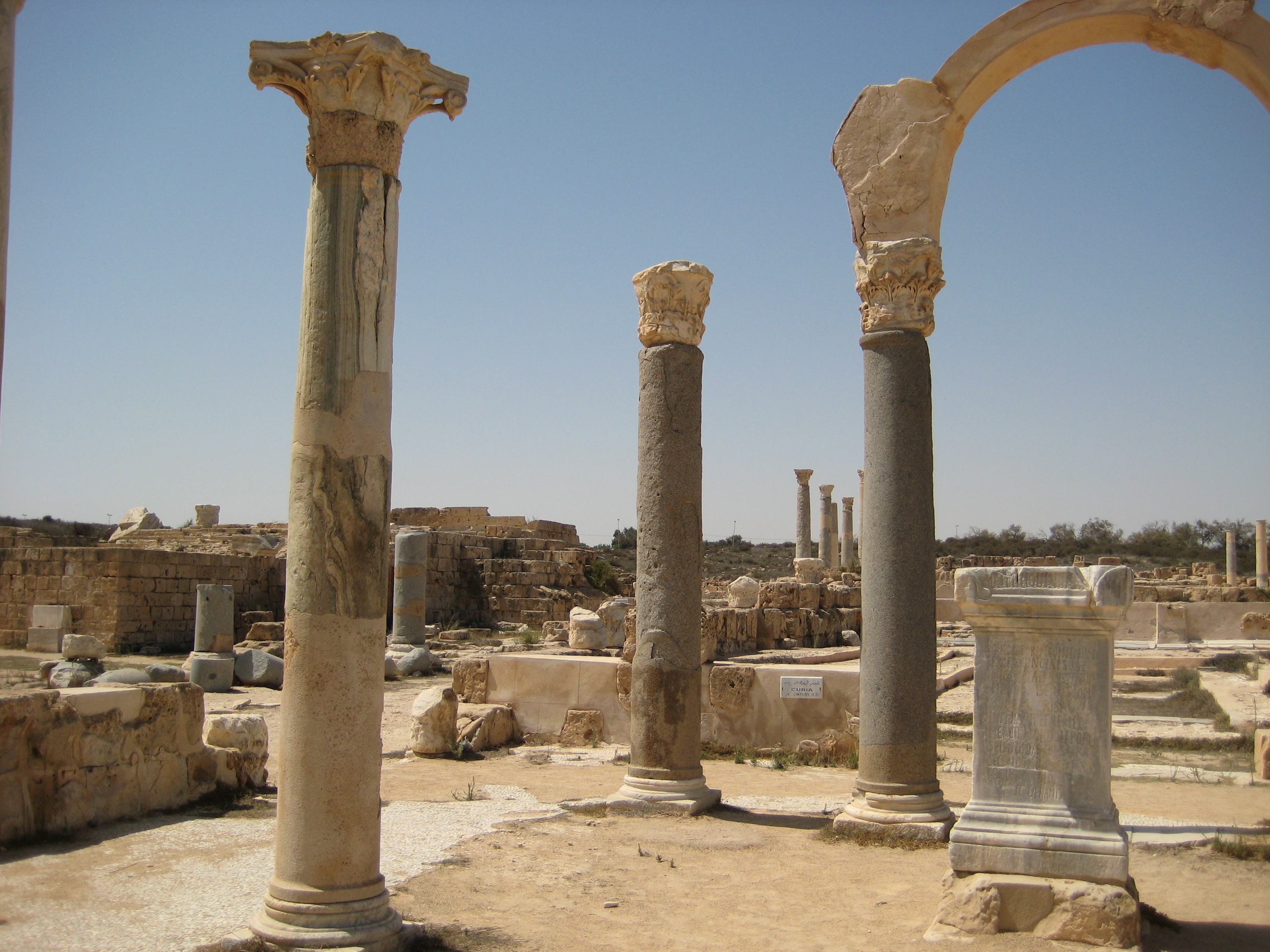
Зал заседаний
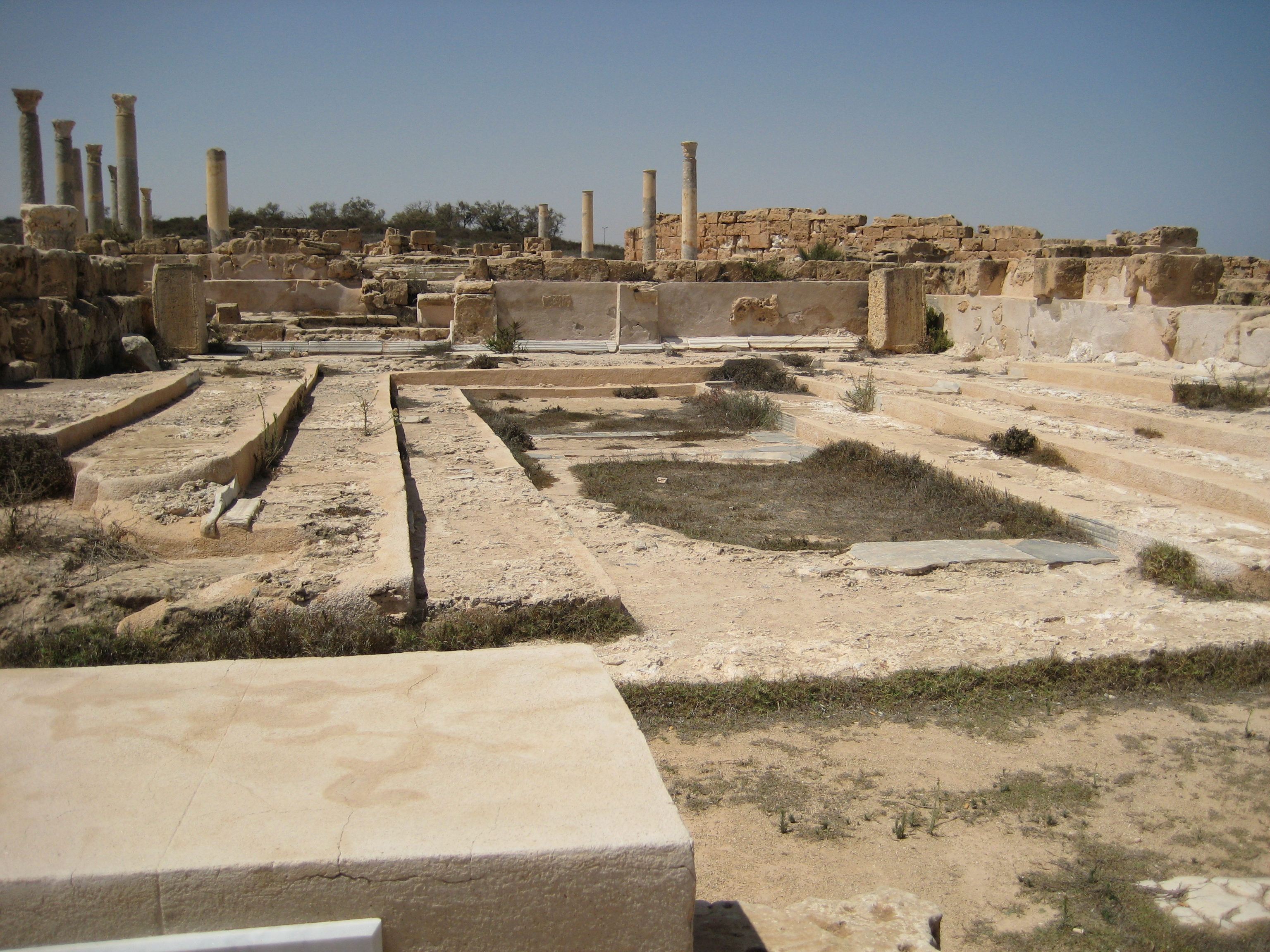
Здание сената IV в.
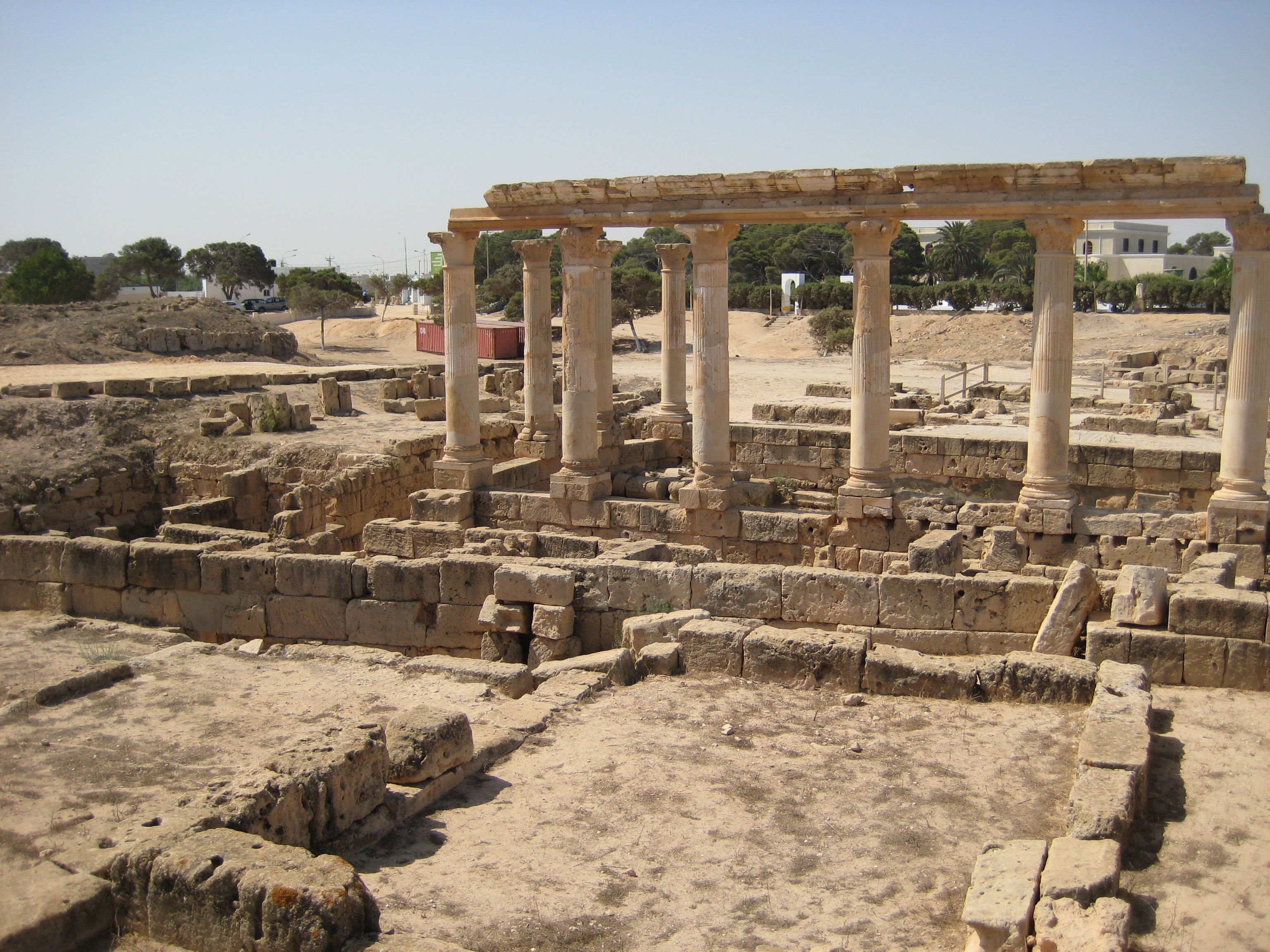
Дом с перистелем
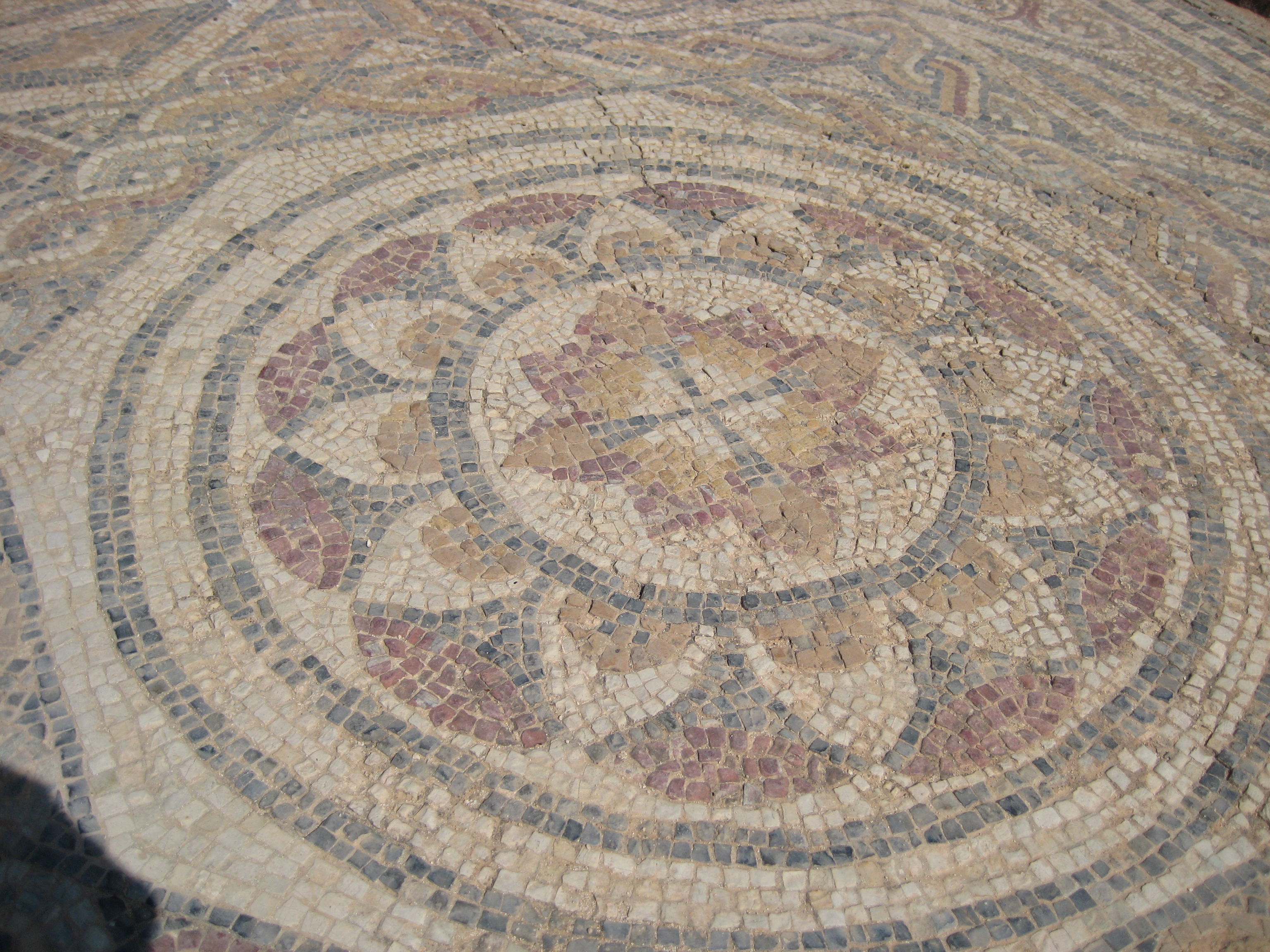
Мозаика в доме с перистелем
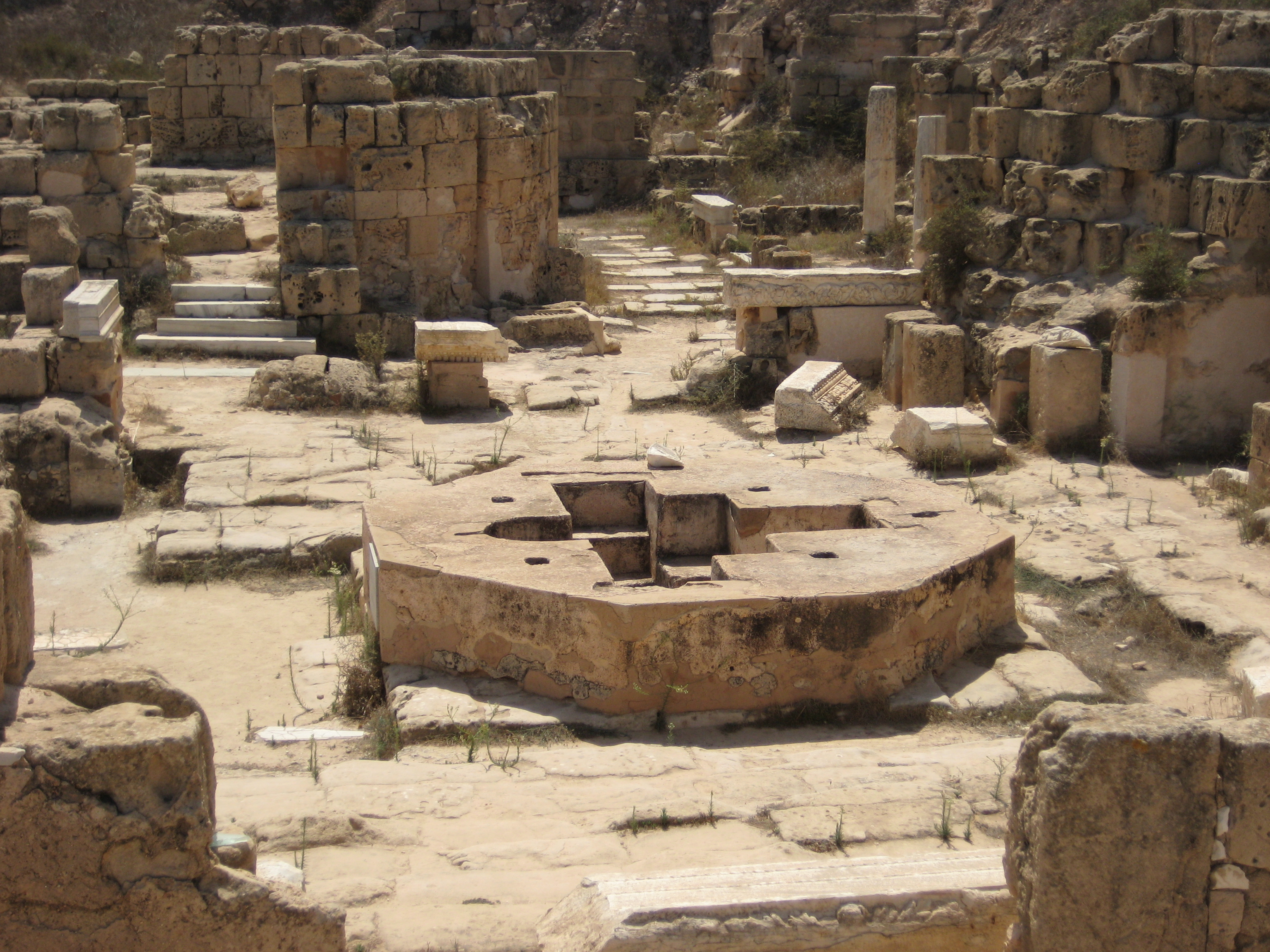
Базилика Апулея, Византийский баптистерий
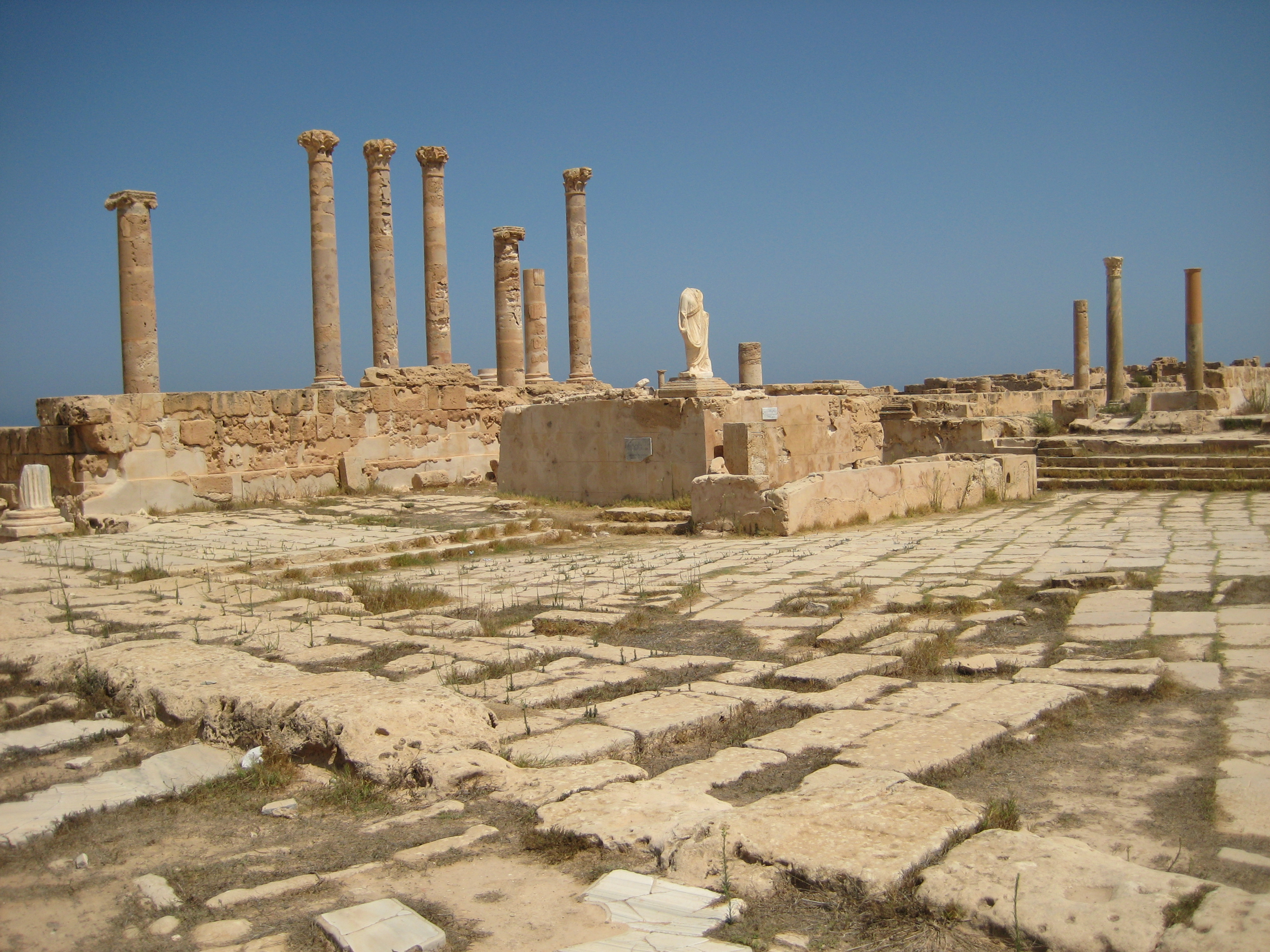
Фонтан Флавия Тулия в Сабрата в храме Антонинов (5 хороших императоров)
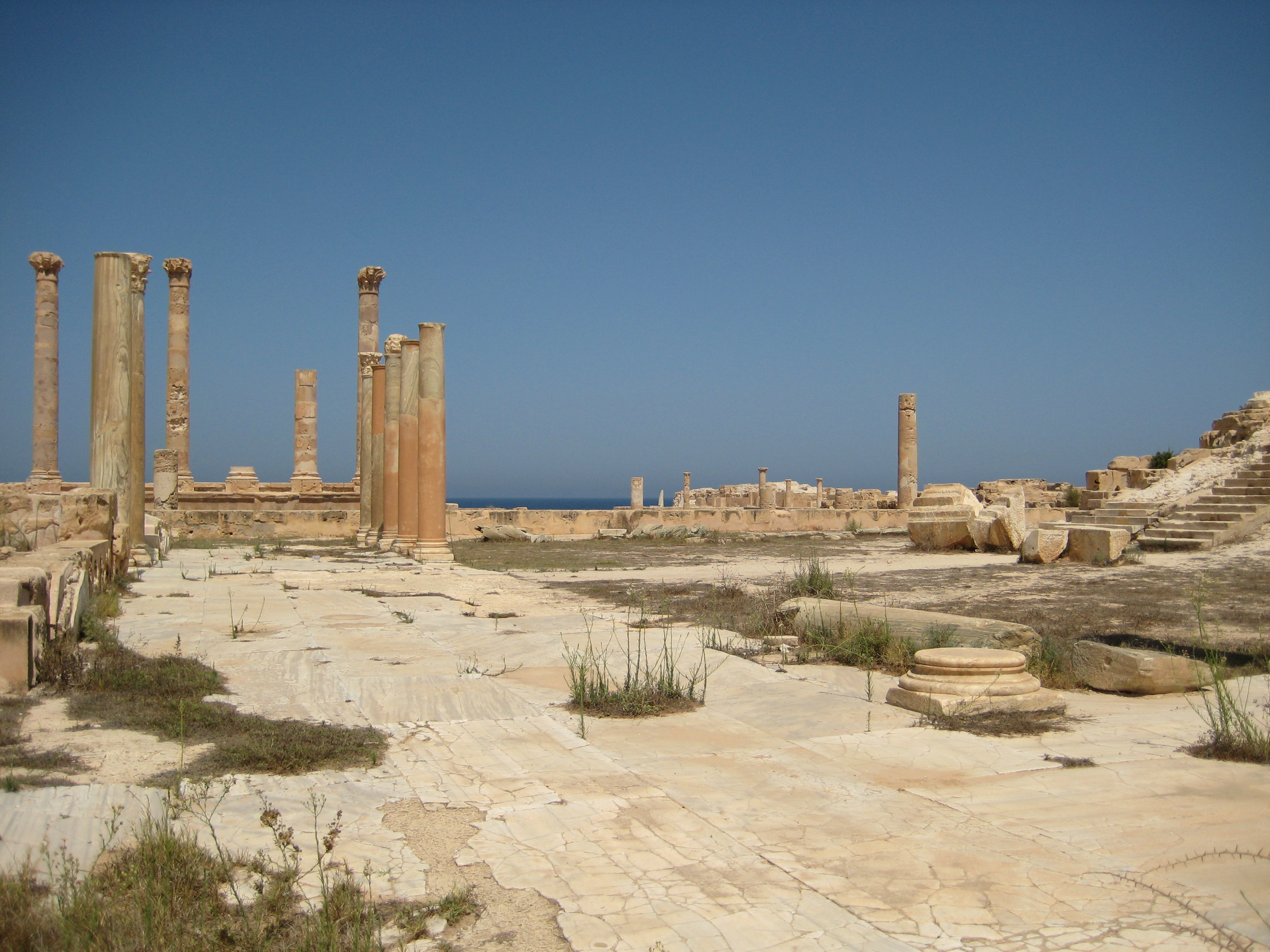
Храм Антонинов (5 хороших императоров)
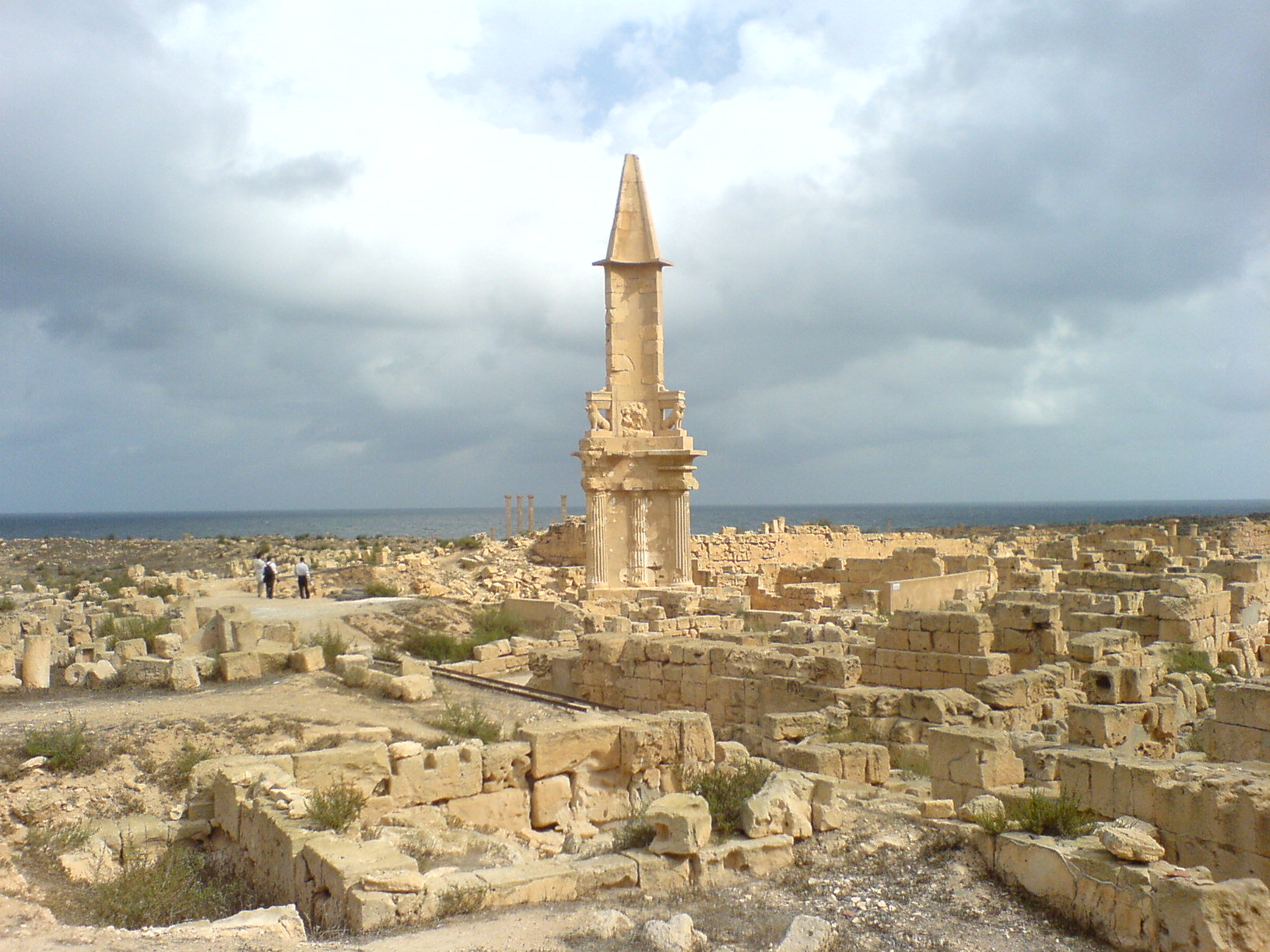
Мавзолей Беса II в. до н. э.